# Caenaugochlora previridis
Caenaugochlora (Ctenaugochlora) previridis – gatunek błonkówki z rodziny smuklikowatych i plemienia Augochlorini.
Gatunek ten został opisany w 2010 roku przez Michaela S. Engela i Rodrigo B. Gonçalvesa.
Pszczoła o ciele długości 9,63 mm, głowie i tułowiu metalicznie zielonych, a metasomie błyszcząco metalicznie zielonej ze złotym połyskiem. Jej śródtarczka jest stosunkowo płaska, pozbawiona dwóch wypukłości, a signum subpleuralis jest delikatnie guzkowane. Odnóża ma głównie brązowe z metalicznie zielonym połyskiem, przednie stopy, ostrogi i przednie golenie są bursztynowe, a przednie biodra jaskrawo metalicznie zielone. Owłosienie ciała głównie drobne, rozproszone, złociste.
Gatunek znany wyłącznie z Kostaryki.